# Кривка (Велізький район)
Кривка — село у Велізькому районі Смоленської області Росії. Входить до складу Селезнівського сільського поселення. Постійного населення не має (2007 рік).
Розташоване у північно-західній частині області за 9,5 км на схід від Веліжа та за 12 км на північ від кордону з Псковською областю, на березі річки Чорної.

## Відомі люди
4 червня 1902 року в селі народився Герой Радянського Союзу, підполковник гвардії, Скворцов К. Ф. Загинув 4 лютого 1945 року в Польщі..